# Timothée de Thèbes
Pour les articles homonymes, voir Timothée.
Timothée de Thèbes est un aulète, né en Béotie autour de 380 av. J.-C. qui a vécu au moins 60 ans. Il a fait partie des plus grands musiciens de l'école thébaine d'aulétique avec Caphisias de Thèbes et Diophante de Thèbes.
Il a longtemps été confondu par les historiens avec un autre musicien célèbre, Timothée de Milet. Ils sont tous deux correctement décrits dans la Souda, mais Timothée de Thèbes est absent de la Realencyclopädie qui contient soixante-dix-sept Timothée.
Douze documents décrivent sa vie, le plus ancien datant du Ier siècle av. J.-C.. Aucune de ses œuvres n'est connue. Pythaule (joueur d'aulos aux Jeux pythiques) et choraule (joueur d'aulos accompagné par un chœur, assimilé à un chef d'orchestre), Timothée de Thèbes aurait pu avoir Antigénidas de Thèbes comme professeur.
Sa carrière commence à Athènes en 360 av. J.-C. aux Grandes Dionysies, où il gagne brillamment un concours de dithyrambe en jouant l'Ajax furieux – morceau écrit par Timothée de Milet – avec le chœur de la tribu attique Pandionis.
Au printemps 354 av. J.-C., le roi Philippe II de Macédoine organise un concours musical, où s'affrontent trois grands aulètes de l'époque : Antigénidas, Chrysogonos et Timothée de Thèbes. C'est Antigénidas qui a gagné. Au printemps 334 av. J.-C., Timothée a joué pour Alexandre le Grand et son armée avant la traversée de l'Hellespont qui marque le début de son expédition pour l'Asie. En février 324 av. J.-C., il a participé avec de nombreux musiciens et quatre autres aulètes (Phrynichos, Caphisias de Thèbes, Diophante de Thèbes et Evios de Chalcis), aux noces d'Alexandre à Suse. Timothée avait le plus haut niveau d'aulétique, lui permettant de jouer le morceau le plus difficile : le nome pythique, qui est un solo d'aulos accompagné par un chœur. Il a fait partie des proches de Philippe II et d'Alexandre le Grand,.